# Labdacides
Dans la mythologie grecque, les Labdacides sont les descendants de Labdacos, roi de Thèbes, et forment la dynastie royale de cette cité. Leur représentant le plus connu est Œdipe. Les mythes mettant en scène les Labdacides ont inspiré de nombreux artistes pendant et après l'Antiquité.

## Présentation
Labdacos est le roi de Thèbes et est le fils de Polydoros et le petit-fils de Cadmos, fondateur de Thèbes. Labdacos a pour fils Laïos, qui lui succède sur le trône de Thèbes. C'est Laïos qui en enlevant Chrysippe, le fils de Pélops (père de Thyeste et d’Atrée), déclenche la malédiction lancée par Pélops. Laïos épouse Jocaste, qui lui donne un fils, Œdipe. Laïos ayant appris par une prophétie d'un oracle que son fils le tuera et qu'il épousera sa femme, il fait exposer Œdipe sur le mont Cithéron, mais le nouveau-né est entendu et recueilli par des bergers, qui l'emmènent à la cour du roi Polybe et de la reine de Corinthe. Ces deux derniers adoptent Œdipe.
Parvenu à l'âge adulte, Œdipe tue Laïos au cours d'une altercation sans savoir qu'il s'agit de son véritable père. Il vainc ensuite le Sphinx qui semait la désolation à Thèbes, en répondant à son énigme : « Il est sur terre un être à quatre pattes le matin, deux le midi, puis trois le soir ». Il s'agit de l'homme, et Œdipe répond juste. Le sphinx disparaît, consumé. Il épouse alors Jocaste, devenant également roi, sans savoir qu'il s'agit de sa véritable mère, accomplissant ainsi la prophétie. Œdipe et Jocaste ont deux fils, Étéocle et Polynice, et deux filles Antigone et Ismène.
Lorsque le couple royal apprend la nature véritable de leurs liens, Jocaste se pend, tandis qu'Œdipe s'empare de la broche de sa mère et se crève les yeux. Après la mort ou l'exil d'Œdipe (selon les variantes), Étéocle et Polynice se disputent le trône de Thèbes et s'entretuent durant la guerre des Sept Chefs, pendant laquelle Ismène aurait trouvé la mort. Quant à Antigone, elle rend les devoirs funéraires à Polynice, qui avait appelé des princes étrangers pour reconquérir Thèbes. Le nouveau roi, Créon, frère de Jocaste, avait ordonné que la dépouille de Polynice, considéré comme traître envers la ville, ne soit pas enterrée ; Antigone est condamnée à mort et exécutée pour avoir bravé l'ordre donné.

## Principaux personnages
Labdacos
Son père étant mort quand il avait seulement un an, son éducation fut assurée par son grand-père Nyctée, puis par le frère de celui-ci, Lycos. Il eut pour fils Laïos. Selon une tradition, Labdacos périt déchiré par les bacchantes pour avoir combattu le culte de Dionysos.
Laïos
Il fut Roi de Thèbes. Il épousera Jocaste avec laquelle ils auront pour fils Œdipe. Ce dernier le tuera au cours d'une altercation sans savoir qu'il s'agissait de son propre père. Ainsi Laïos n'échappera pas à l'oracle qui lui prédisait qu'il serait assassiné par son enfant.
Jocaste
Sœur de Créon, elle a épousé en premières noces Laïos, dont elle a eu Œdipe. Plus tard, sans reconnaître son fils, elle l'épouse et lui donne plusieurs enfants : Etéocle, Polynice, Antigone et Ismène. Lorsqu'elle apprend l'inceste, elle se pend.
Œdipe
Le Roi légendaire de Thèbes, Œdipe, fils de Laïos et de Jocaste, fut exposé dès sa naissance à cause d'un oracle qui avait prédit que l'enfant porté par Jocaste tuerait son père. Il fut recueilli par le roi de Corinthe, Polybe, qui l'éleva comme un fils. Plus tard, il interrogea l'oracle de Delphes qui lui répondit qu'il tuerait son père et épouserait sa mère. Œdipe s'éloigna alors de Corinthe mais rencontra Laïos sur la route de Thèbes. À la suite d'une altercation, il le tua, ignorant qu'il venait de tuer son père. Œdipe répondit ensuite à l'énigme du Sphinx et délivra ainsi la ville de Thèbes du Sphinx. Pour marquer leur reconnaissance, les Thébains lui donnèrent en mariage la veuve de Laïos, Jocaste, et le choisirent pour roi. Ainsi, l'oracle s'accomplit. Mais apprenant la réalité, Jocaste se tua et Œdipe se transperça les yeux avec la broche de sa mère. Banni de Thèbes, Œdipe, aveugle, mais accompagné par sa fille Antigone, partit pour l'Attique, où il mourut.
Créon
Frère de Jocaste, fils de Ménœcée. Il occupe à plusieurs reprises le trône de Thèbes (après la mort de Laïos, après le départ d'Œdipe et après la mort d'Etéocle et de Polynice). Il est surtout connu pour son opposition à Antigone, qui lui a valu d'être perçu comme une figure du dirigeant totalitaire.
Etéocle et Polynice
Fils de Jocaste et Œdipe. Maudits par leur père, ils se battent pour régner sur Thèbes, refusant de se partager le pouvoir. Ils causent ainsi une guerre entre Thèbes et Argos au cours de laquelle ils s'entretuent.
Antigone
Fille de Jocaste et Œdipe, nièce de Créon et sœur d'Etéocle, Polynice et Ismène. Son action la plus célèbre est son opposition à Créon, pour pouvoir ensevelir son frère Polynice ; elle en mourra. Dans l'Œdipe à Colone, elle accompagne son père Œdipe en exil.
Ismène
Fille de Jocaste et Œdipe, sœur d'Antigone, Etéocle et Polynice. On ne lui connaît pas vraiment de rôle prépondérant dans l'histoire de la famille.

## Évocations dans les arts pendant l'Antiquité

### Œuvres où tout ou partie du mythe est évoqué
- Odyssée d'Homère (chant 11) : lorsqu'il descend aux Enfers, Ulysse aperçoit la mère d’Œdipe (qui s'appelle ici Épicaste)
- Pindare évoque l'histoire des Labdacides dans la deuxième Olympique
- il en est très brièvement question chez Hésiode (Les travaux et les jours) et chez Hérodote (Histoires, IV)

### Œuvres consacrées au mythe des Labdacides
- deux épopées, aujourd'hui perdues (il reste quelques très rares fragments) et probablement écrites autour du VIIIe siècle av. J.-C. L'une, l'Œdipodie, racontait l'histoire d'Œdipe, l'autre, la Thébaïde, était consacrée à la lutte fratricide que se menèrent Etéocle et Polynice pour la ville de Thèbes [1].

- plusieurs tragédies
  - Les Sept contre Thèbes d'Eschyle : Etéocle et Polynice, les deux fils d'Œdipe, se font la guerre pour obtenir le trône de Thèbes. À l'issue d'une bataille où sept duels ont lieu aux sept portes de Thèbes, la ville est sauve mais les deux frères s'entretuent[2].
  - L'Antigone de Sophocle : Antigone, bravant l'interdit de Créon, son oncle et nouveau roi de Thèbes, décide d'ensevelir son frère Polynice. Sa décision lui coûtera la vie[3].
  - L'Œdipe roi de Sophocle : Œdipe, roi de Thèbes, doit découvrir qui est le meurtrier de Laïos, son prédécesseur, pour sauver Thèbes de la peste. Au terme de son enquête, il découvre qu'il est le meurtrier de Laïos, que Laïos était son vrai père et qu'en épousant Jocaste, la femme de Laïos, il a commis l'inceste[4].
  - Les Phéniciennes d'Euripide : les principaux membres de la famille tentent de d'empêcher Etéocle et Polynice de se s'entretuer, en vain.
  - L'Œdipe à Colone de Sophocle : après un long exil, Œdipe arrive à Colone, un bourg d'Athènes, et y demande l'hospitalité[5].
  - plusieurs autres tragédies, dont il ne nous reste que très peu voire pas du tout de fragments : Eschyle avait écrit un Laïos, un Œdipe et une Sphinx, Euripide un Œdipe et une Antigone[6].

- des œuvres latines : Le mythe grec a également été traité par les auteurs latins. Sénèque, dramaturge et philosophe du Ier siècle av. J.-C., a ainsi écrit un Œdipe et des Phéniciennes et Stace un long poème épique, la Thébaïde.

- Le mythe a également été évoqué dans d'autres formes d'art que la littérature. On en trouve ainsi de très nombreuses représentations en céramique.

## Évocations dans les arts après l'Antiquité

### Littérature
- Le Roman de Thèbes, anonyme, XIIe siècle
- Antigone de Jean de Rotrou (1636)
- Œdipe, Pierre Corneille (1659)
- La Thébaïde, Jean Racine (1664)
- La Machine infernale, Jean Cocteau (1934)
- Antigone, Jean Anouilh (1944)
- Les Gommes, Alain Robbe-Grillet (1953)
- Œdipe sur la route (1990) et Antigone (1997), Henry Bauchau
- Œdipe roi, D. Lamaison (1994)